# Cenobio Ruiz
Cenobio Ruiz (nascido em 23 de março de 1934) é um ex-ciclista olímpico mexicano. Representou sua nação nos Jogos Olímpicos de Verão de 1960, na prova de velocidade.